# Двойни стандарти
Двойният стандарт (на английски: double standard) или още и двойствен морал е прилагането на различни етични принципи спрямо различни хора или ситуации.